# Landtagswahl in Brandenburg 2004
- PDS: 29
- SPD: 33
- CDU: 20
- DVU: 6

- Regierung: 53
- Opposition: 35

Die Landtagswahl in Brandenburg 2004 bestimmte die Zusammensetzung der 4. Wahlperiode des Landtags Brandenburg auf Grundlage der Ergebnisse aus den 44 Wahlkreisen. Sie fanden am 19. September 2004 statt. Trotz hoher Verluste für die Regierungsparteien SPD und CDU konnte die bestehende Koalition unter Matthias Platzeck fortgesetzt werden.

## Ausgangssituation

### Spitzenkandidaten und Wahlaussagen
Für die SPD trat der amtierende Ministerpräsident Matthias Platzeck als Spitzenkandidat an. Spitzenkandidat der CDU war Innenminister Jörg Schönbohm. Für die größte Oppositionspartei PDS trat Dagmar Enkelmann als Spitzenkandidatin an.

### Wahlkampf
PDS und DVU konzentrierten ihren Wahlkampf auf die Kritik der Reformpolitik der rot-grünen Bundesregierung und an Hartz IV.

## Ergebnis
Am 19. September 2004 fanden die vierten Wahlen zum Brandenburger Landtag statt. Die Regierungsparteien der Großen Koalition, SPD (- 7,42 Prozentpunkte) und die CDU (- 7,12 Prozentpunkte) waren die Verlierer der Wahl. PDS (+ 4,62 Prozentpunkte) und DVU (+ 0,80 Prozentpunkte) legten zu und waren im Landtag vertreten. Dies gelang den Grünen (+ 1,66 Prozentpunkte) und der FDP (+ 1,47 Prozentpunkte) trotz Stimmengewinnen nicht. Die DVU konnte damit erstmals bei zwei aufeinanderfolgenden Landtagswahlen in den Landtag einziehen.
Wahlbeteiligung: 56,4 %

Die Koalition aus SPD und CDU wurde bestätigt und Matthias Platzeck konnte sein zweites Kabinett bilden.
→ Siehe auch: Liste der Mitglieder des Landtags Brandenburg (4. Wahlperiode)

Die Stimmenmehrheiten der Erststimmen (l.) und Zweitstimmen (r.) in den Wahlkreisen

| Listen                        | Listen            | Erststimmen | Erststimmen | Erststimmen | Erststimmen | Zweitstimmen | Zweitstimmen | Zweitstimmen | Zweitstimmen | Mandate | Mandate |
| Listen                        | Listen            | Stimmen     | %           | +/-         | Mandate     | Stimmen      | %            | +/-          | Mandate      | Anzahl  | +/-     |
| ----------------------------- | ----------------- | ----------- | ----------- | ----------- | ----------- | ------------ | ------------ | ------------ | ------------ | ------- | ------- |
|                               | SPD               | 331.547     | 28,6        | –9,6        | 17          | 372.942      | 31,9         | –7,4         | 16           | 33      | –4      |
|                               | PDS               | 372.250     | 32,1        | +6,8        | 23          | 326.801      | 28,0         | +4,6         | 6            | 29      | +7      |
|                               | CDU               | 259.982     | 22,4        | –6,3        | 4           | 227.062      | 19,4         | –7,1         | 16           | 20      | –5      |
|                               | DVU               | –           | –           | N/A         | –           | 71.041       | 6,1          | +0,8         | 6            | 6       | +1      |
|                               | B’90/Grüne        | 47.560      | 4,1         | +1,6        | –           | 42.091       | 3,6          | +1,7         | –            | –       | –       |
|                               | FDP               | 55.544      | 4,8         | +1,7        | –           | 38.890       | 3,3          | +1,5         | –            | –       | –       |
|                               | Familie           | –           | –           | N/A         | –           | 30.843       | 2,6          | N/A          | –            | –       | –       |
|                               | 50Plus            | –           | –           | N/A         | –           | 11.875       | 1,0          | N/A          | –            | –       | –       |
|                               | AfW               | 41.102      | 3,5         | N/A         | –           | 11.006       | 0,9          | N/A          | –            | –       | –       |
|                               | GRAUE             | 2.338       | 0,2         | N/A         | –           | 10.470       | 0,9          | N/A          | –            | –       | –       |
|                               | AUB−Brandenburg   | 10.238      | 0,9         | N/A         | –           | 9.993        | 0,9          | N/A          | –            | –       | –       |
|                               | BRB               | 5.863       | 0,5         | N/A         | –           | 5.990        | 0,5          | N/A          | –            | –       | –       |
|                               | JA                | 3.375       | 0,3         | N/A         | –           | 4.114        | 0,4          | N/A          | –            | –       | –       |
|                               | Offensive D       | 12.759      | 1,1         | N/A         | –           | 3.707        | 0,3          | N/A          | –            | –       | –       |
|                               | DKP               | –           | –           | N/A         | –           | 2.084        | 0,2          | N/A          | –            | –       | –       |
|                               | Einzelbewerber    | 16.948      | 1,5         | +1,1        | –           | –            | –            | –            | –            | –       | –       |
| Gesamt                        | Gesamt            | 1.159.506   | 100         |             | 44          | 1.168.909    | 100          |              | 44           | 88      | –1      |
|                               |                   |             |             |             |             |              |              |              |              |         |         |
| Ungültige Stimmen             | Ungültige Stimmen | 34.686      | 2,9         | +0,8        |             | 25.283       | 2,1          | +0,8         |              |         |         |
| Wähler                        | Wähler            | 1.194.192   | 56,4        | +2,1        |             | 1.194.192    | 56,4         | +2,1         |              |         |         |
| Wahlberechtigte               | Wahlberechtigte   | 2.117.145   |             |             |             | 2.117.145    |              |              |              |         |         |
|                               |                   |             |             |             |             |              |              |              |              |         |         |
| Quelle: Statistische Berichte |                   |             |             |             |             |              |              |              |              |         |         |

### Wahlergebnis in den Gemeinden und kreisfreien Städten
Die folgenden Karten zeigen die (relativen) Mehrheiten der Erststimmen (l.) und Zweitstimmen (r.) in den Gemeinden und kreisfreien Städten.

Erststimmen
Zweitstimmen

| SPD20–30 %30–40 %40–50 %50–60 % | PDS20–30 %30–40 %40–50 %50–60 % | CDU20–30 %30–40 %40–50 %50–60 % | AfW20–30 % | Einzelbewerber20–30 %30–40 % |

## Kandidierende Parteien
Neben den 4 Parlamentsparteien SPD, CDU, PDS und DVU kandidierten weitere Parteien, die keine Landtagsmandate erzielen konnten:
- GRÜNE/B 90
- FDP
- AfW
- AUB-Brandenburg
- DKP
- GRAUE
- FAMILIE
- 50 Plus
- JA
- Offensive D
- BRB

## Wahlanalyse
Die Wahl war durch landes- wie durch bundespolitische Sachverhalte bestimmt.
Die Landes-SPD und Matthias Platzeck erhielten von den Bürgern gute Noten. Eine klare Mehrheit der Bevölkerung wünschte sich Matthias Platzeck als Ministerpräsident. Auch die Landes-SPD wurde auf einer Zufriedenheitsskala von +5 bis −5 mit +0,6 positiv bewertet (PDS: +0,1; CDU −0,4).
|              | Matthias Platzeck | Jörg Schönbohm | Dagmar Enkelmann |
| ------------ | ----------------- | -------------- | ---------------- |
| Alle         | 56 %              | 15 %           | 11 %             |
| SPD-Anhänger | 90 %              | 1 %            | 1 %              |
| CDU-Anhänger | 28 %              | 61 %           | 1 %              |
| PDS-Anhänger | 46 %              | 5 %            | 32 %             |

Die hohen Verluste der SPD waren daher primär auf bundespolitische Einflüsse zurückzuführen. Die Bundespartei wurde mit −0,6 deutlich schlechter bewertet als die Landes-SPD. Einer der Hauptgründe war die Reformpolitik der Bundesregierung Gerhard Schröder. PDS und DVU hatten im Wahlkampf massiv gegen diese Reformen Stellung bezogen. Als Folge beurteilten 39 % der Befragten die PDS als „soziale Partei“ (SPD: 32 %; 9 %). 83 % der DVU-Anhänger hielten die Reformen für falsch. Die Wahl kann daher als Protestwahl gegen Hartz IV verstanden werden.
Die Verluste der CDU waren zu einem guten Teil Ergebnis der schlechten Beurteilung der Politik der Landesregierung. Nur 35 % beurteilten diese für gut, 42 % hingegen für schlecht.